# Platerosida howdeni
Platerosida howdeni là một loài bọ cánh cứng trong họ Cerambycidae.